# クローブ号
クローブ号（Clove）は、日本に初めて来航したイングランドの商船。東インド会社が派遣した船で、1613年6月11日に肥前国松浦郡の平戸に到着し、同年12月まで日本に滞在した。司令官はジョン・セーリス。これが最初の日英の交流であったといわれる。

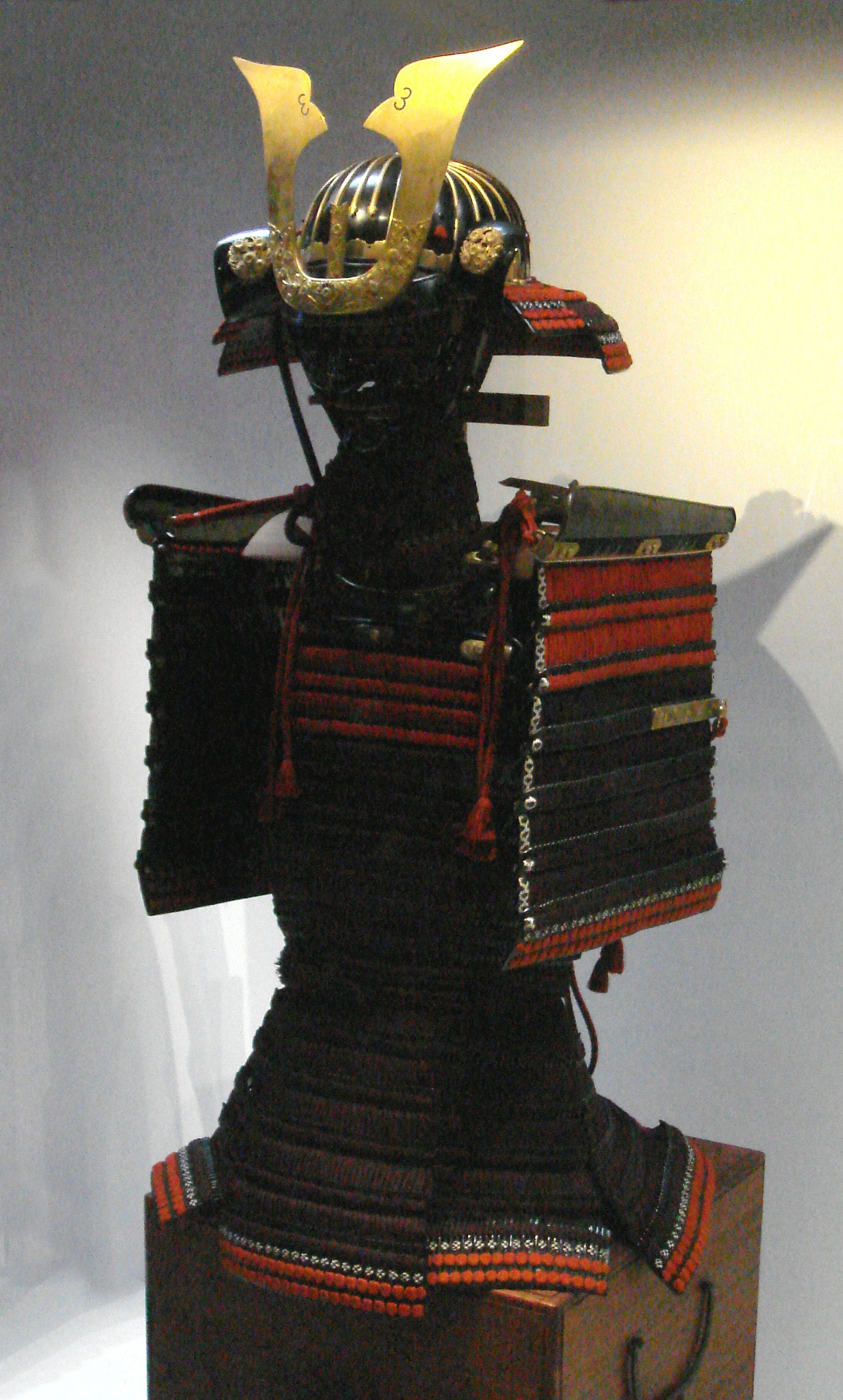
秀忠からジェームズ1世に贈られた甲冑のひとつ。

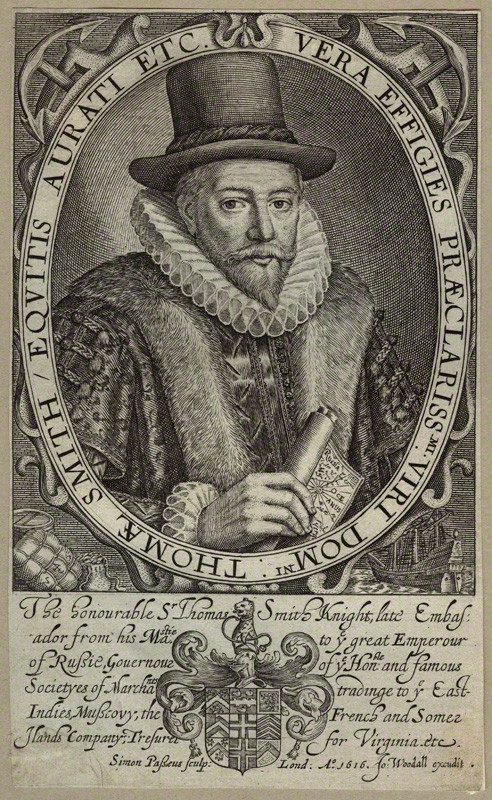
クローブ号を手配した東インド会社の代表、トーマス・スミス。

## 概要
東インド会社が東アジア交易のために1611年に手配した3隻から成る貿易船団のうちの主船。船団の司令長であるジョン・セーリスが同号に乗船し、日本に向かった（他2隻は別地で任務し、先に帰国）。船長にジェームズ・フォスター、商人長としてリチャード・コックスが同船したほか、リチャード・ウィッカムやウィリアム・イートンを始め、乗組員は89名。
1611年4月18日、イングランド国王ジェームズ1世が徳川家康に宛てた書簡と贈呈品を載せ、イングランドを出航した。マダガスカル、イエメン、ジャワなどを経由したのち、1613年6月11日平戸に到着。
イングランドから贈られたのは、1608年に発明されたばかりでヨーロッパ以外には持ちだされたことのなかったといわれる望遠鏡のほか、茶器、食器、毛織物など。総額150ポンドで、当時としては高額だった。日本側からは、家康から礼状と豪華な金屏風十隻、将軍徳川秀忠から岩井与左衛門作の二揃いの甲冑などがセーリスに託された。またセーリスは家康の顧問を務めていた英国人ウィリアム・アダムス（三浦按針）の協力を得て、家康から朱印状（貿易許可証）を得て平戸にイングランド商館を開設した。平戸藩主松浦鎮信からも歓迎されたという。
船長のセーリスはコックスら8名を日本に残し、家康・秀忠からの贈呈品と、日本滞在中に得た漆器や屏風といった多くの美術品などをクローブ号に載せ、1613年12月5日にイングランドに向け出帆。1614年9月にイングランドのプリマスに到着、同年12月にロンドンに帰港した。
持ち帰られた漆器などはイングランド初の美術品オークションに出品され、売却された。セーリスは春画も持ち帰っていたが、公序良俗に反するとして東インド会社のトーマス・スミス総督に没収され、破棄された。ジェームズ1世は、セーリスの「日本の王のパレスはシティ・オブ・ヨークのそれより大きい」などといった日本についての報告を信じられず、すべてが作り話なのではないかと疑っていたという。贈られた屏風は現存しないが、甲冑はロンドン塔(王立武具甲冑博物館管轄)、書状は、オックスフォード大学のボドリアン図書館に保管されている。